# Goodbye Lullaby
A Goodbye Lullaby Avril Lavigne énekes-dalszerző negyedik stúdióalbuma. 2011. március 2-án jelent meg a RCA Records gondozásában. 2008 novemberétől 2010 októberéig tartottak a stúdiófelvételek. 
Az album dalaiban elsősorban az akusztikus gitár és a zongora kapta a legfőbb szerepet. Az énekesnő azt mondta, hogy a régi, az első két lemezével képviselt stílusához tért vissza. Minden dalt Lavigne írt, hét számot más dalszerzők segítségével. A korong több mint 15 országban debütált a top 5-ben, például az Egyesült Államokban és Kanadában, első volt Ausztráliában, Csehországban, Görögországban, Hongkongban, Japánban, Szingapúrban és Koreában.
Az első kislemez a január 7-én megjelenő What the Hell volt. Világszerte kereskedelmi siker lett, top 20-ba került az Egyesült Államokban és Nagy-Britanniában, első tízbe Ausztráliában, Kanadában, Európában és Ázsiában is. A Smile és a Wish You Were Here szerényebb sikert arattak. Az albumon szerepel még az Alice Csodaországban című film betétdala, az Alice is.

## Írása és rögzítése
Lavigne 2008 novemberében vette fel a "Black Star" című számot a házi stúdiójában, egy hónappal a The Best Damn Tour turnéjának befejezése után. Ebben az első parfümjét, a Black Start reklámozza, a dalból egy részletet felhasználtak a TV-reklámokban. A dal egy malajziai hotelszobában íródott két turnéállomása között. A részletet kibővítették egy teljes dallá, amelyet a Rolling Stones magazin így jellemzett: „éteri altató, amely bekapcsolja az epikusan csilingelő Coldplay-szerű zongorát és szárnyaló húrokat”.
A felvétel kevés eszközzel kezdődött, általában Lavigne énekelt akusztikus gitár kíséretével, és később további hangszereket alkalmaztak. Lavigne így írta le ezt a folyamatot: „Ez egészen lecsupaszított. Imádom így csinálni, úgyhogy tényleg érzem, eljött az ideje egy ilyen korongnak. Hogy csak az ének, a teljesítmény, a lüktetés és az érzelem.” Egy stúdiója van az otthonában, ahol dalokat tud írni és rögzíteni. A zongorát használta a legtöbb dal megírására. "A zongora inkább érzelmi eszköz. Megbujtogatja a különböző érzelmeket és megmozgatja más módon, mint egy gitár." 2009 júliusában kilenc számot rögzítettek, beleértve olyan dalokat, mint a "Fine", az "Everybody Hurts" és a "Darlin'". Lavigne több dalt fiatalabb korában írt. A Darlint 15 évesen írta az ontariói Napaneeban. Lavigne kijelentette, hogy ez az album más lesz, mint a korábbi munkái.
A számok 2010. december 21-én derültek ki a hivatalos honlapján, azt követően, hogy néhányat már december elején bejelentettek. Azt is közölték, hogy két dalt, a "4 Real"-t és a "Goodbye"-t Lavigne maga írt és készített el. A fennmaradó számokat Lavigne közösen írta valakivel, így olyan régi munkatársaival, mint Evan Taubenfeld és Butch Walker, vagy újakkal, mint Max Martin és Shelback. Lavigne kijelentette, hogy az ének volt a legfontosabb eszköze az album felvétele során, „az ének lesz a fontos, és nem lehet majd mindig hallani a minőséget, a stílust, vagy az érzelmet egy bizonyos ponton. Azt akartam, hogy a hangom legyen a legfőbb eszköz.”

## Összetétele
Lavigne úgy írta le az albumot, mint az "életét". Kijelentett: "Számomra nagyon könnyű fiúostorozó popdalt írni, de teljesen más dolog leülni és őszintén írni valami olyanról, ami igazán közel áll hozzám, amin keresztül mentem. Az album várhatóan visszatérés Lavigne régebbi zenei stílusához az akusztikus zenéhez. Kivéve az első kislemez, amelyet Lavigne úgy ír le, hogy különbözik a korábbi anyagaitól. "Én most idősebb vagyok, így azt hiszem, ez átjön a zenémben is, ez nem annyira poprock, ez egy kicsit lágyabb és mély". Azt mondta: "Ezen a lemezen egyszerűen csak nagyon, nagyon szerettem volna énekelni... Csak azt akartam, hogy csend legyen körülöttem, és legyenek ezek az akusztikus dalok, és átadjam, amit akarok". 2010 novemberében Alex Da Kid brit producer, akivel Lavigne 2010 augusztusa óta együtt dolgozott, kijelentette, hogy az album néhány dala hiphop hangzású lesz. " Van néhány dal, amik hiphop felé hajlóak, mások a pop/rock irányba mennek el." 2010 decemberében bejelentették, hogy az Alex da Kiddel készített dalok nem kerülnek fel az albumra, de Lavigne úgy fogalmazott: "csinálunk valamit azzal a cuccal, csak még abban nem vagyok biztos, hogy mit".
Lavigne úgy írja az első kislemezt az albumról a "What the Hell"-t, "hogyan tegyél szert szabadságra és erőre úgy, hogy közben nem félsz felvállalni magad és csak magadat adod" jellemezte, és a legkevésbé személyes dal a lemezen. Egy másik dalt úgy ír le a "Stop Stading There"-t, mint "a korai 50-es évek lánybandái" és a "Smile" a különleges emberek iránti háláját fejezi ki. "Push" új kapcsolat felfedezését mutatja be és a "Wish You Were Here" a sebezhető oldalát. "Everybody Hurts"-ot úgy jellemzi, hogy ""Ez a dal kicsit más... de nem annyira más, hogy ne én legyek."". "Goodbye"-t írta és gyártotta Lavigne. Lavigne kijelentette, hogy a legszemélyesebb dal a lemezen a "Goodbye", és ez ihlette az album címét.

## Kereskedelmi fogadtatása
A Billboard 200-as listán a negyedik helyen kezdett 87 ezer eladott példánnyal az első héten. Mind a négy Lavigne album a top 10-ben debütált, de a Goodbye Lullaby nem valami nagy kereskedelmi siker, mint a legutóbbi két albuma az Under My Skin és The Best Damn Thing. 2012 áprilisban 339 ezer darabot adtak el belőle USA-ban, így ez a legalacsonyabb példány számban elkelt albuma az országban. Összesen 25 hétig szerepelt a Billboard 200 listáján.
2011. március 10-én a Goodbye Lullaby második helyen debütált  a japán listán 135,410 eladott példánnyal a nyitó héten. 2012 áprilisáig 393.004 példányban kelt el Japánban, így platina minősítést kapott. Az Egyesült Királyságban (UK) kilencedik helyen debütált, és kicsit több mint 22.005 kelt el belőle. Kanádban második volt, 13 ezret értékesítettek. Ausztráliában listavezető volt, több mint 15 ezer példányban kelt el.

## Promóció
2011 májusában fog Lavigne The Black Star Tour elnevezésű turnéja, amivel az albumot reklámozza.

## Kislemezek
Az album első kislemeze a What the Hell volt. 2010. december 31-én debütált vele a Dick Clark New Year's Rockin 'Eve című újévi műsorban volt. Még a műsorban előadta a Girfriend-et. Lavigne azt mondta a dalról, hogy "Egy igazán szórakoztató, vidám, bulizós szám, így igazán jó volt először Dick Clark New Year's Rockin 'Eve-ben játszani". 2011. január 1-jén a What the Hell 48 órán keresztül ingyen letölthető volt Lavigne Facebook-oldaláról. 2011 januárjában megjelent a kislemez és a videóklip is. Lavigne a Twitteren tudatta a rajongóival, hogy melyik dal lesz a következő kislemez, a "Push" vagy a "Smile". Avril megerősítette, hogy a Smile lesz a következő, de ő harcolt az RCA-val, mert a Push-t szerette volna a következő számnak, de ezúttal a kiadó győzött, mert a kiadó bejelentette a Smile-t el fogják küldeni a lengyel rádiókhoz és más országokba is. A hivatalos Avril Lavigne oldalon beszámoltak róla, hogy a videóklip május elején fog megjelenni.

### Más dalok
A "Wish You Were Here" a digitális letöltések és a lemez megjelenése miatt felkerült a Billboard Hot 100 lista 99. és a Kanadai Hot 100 67. helyére.

## Számok
A dalok meg lettek erősítve Lavigne hivatalos honlapján.A számok hosszát a Sony Music Germany tüntette fel.
|     | Cím                | Szerző(k)                      | Producer(ek)     | Hossz |
| --- | ------------------ | ------------------------------ | ---------------- | ----- |
| 1.  | Black Star         | Avril Lavigne,                 | Lavigne, Whibley | 1:34  |
| 2.  | What the Hell      | Lavigne, Max Martin, Shellback | Martin           | 3:38  |
| 3.  | Push               | Lavigne, Evan Taubenfeld       | Lavigne, Whibley | 3:01  |
| 4.  | Wish You Were Here | Lavigne, Max Martin, Shellback | Martin           | 3:45  |
| 5.  | Smile              | Lavigne, Max Martin, Shellback | Martin           | 3:29  |
| 6.  | Stop Stading There | Lavigne                        | Lavigne, Whibley | 3:27  |
| 7.  | I Love You         | Lavigne, Max Martin, Shellback | Martin           | 4:01  |
| 8.  | Everybody Hurts    | Lavigne, Taubenfeld            | Lavigne, Whibley | 3:41  |
| 9.  | Not Enough         | Lavigne, Taubenfeld            | Lavigne, Whibley | 4:18  |
| 10. | 4 Real             | Lavigne                        | Lavigne          | 3:28  |
| 11. | Darlin             | Lavigne                        | Lavigne, Whibley | 3:50  |
| 12. | Remember When      | Lavigne                        | Lavigne, Whibley | 3:29  |
| 13. | Goodbye            | Lavigne                        | Lavigne          | 4:30  |
| 14. | Alice              | Lavigne                        | Butch Walker     | 5:01  |

## Közreműködők
- Avril Lavigne – ének, dalszerző, zongora, producer (szám 1., 3., 6., 8., 9., 10., 11., 12., 13.), E-gitár, gitár
- Deryck Whibley – mixer (14. dal), producer (11. dal)
- Max Martin – dalszerző (2., 4., 5., 7. dal)
- Schellback – dalszerző (2., 4., 5., 7. dal)
- Butch Walker – producer (14. dal)
- Evan Taubenfeld – dalszerző (3., 8., 9. dal)

## Fordítás
- Ez a szócikk részben vagy egészben  a   Goodbye Lullaby című angol Wikipédia-szócikk fordításán alapul.  Az eredeti cikk szerkesztőit annak laptörténete sorolja fel. Ez a jelzés csupán a megfogalmazás eredetét és a szerzői jogokat jelzi, nem szolgál a cikkben szereplő információk forrásmegjelöléseként.